# Austrolimnophila wilfredlongi
Austrolimnophila wilfredlongi är en tvåvingeart som beskrevs av Alexander 1952. Austrolimnophila wilfredlongi ingår i släktet Austrolimnophila och familjen småharkrankar. Inga underarter finns listade i Catalogue of Life.